# Hotel Flora
L'Hotel Flora è sito all'inizio di via Veneto presso Porta Pinciana a Roma.

## Storia
L'hotel fu aperto in un edificio destinato a casa d'affitto edificato alla fine del XIX secolo su progetto di Filippo Galassi, appartenente inizialmente alla famiglia Borghese e poi acquistato dall'impresario russo-tedesco Krumbügel, che lo fece ristrutturare ad uso di pensione in stile Liberty da Andrea Busiri Vici nel 1895. Venne inaugurato nel 1907 dopo un nuovo restauro per uso di hotel quando era passato in proprietà a Italo Signorini. Nel secondo decennio del XX secolo venne sopraelevato di un piano da Giovanni Battista Milani.
Dal settembre 1943 a gennaio del 1944 il secondo piano venne utilizzato come Alto Comando della Gestapo che vi stabilì il suo quartier generale. Il 19 dicembre 1943 con un'azione decisa da Antonello Trombadori, i gappisti Maria Teresa Regard, Franco Calamandrei e Ernesto Borghesi compiono un attentato dinamitardo contro il comando tedesco alloggiato presso l'hotel, causando un numero imprecisato di vittime tra gli ospiti tedeschi.
Frequentato dal jet set italiano e internazionale, era abituale dimora tra gli altri di Marcello Mastroianni, Luchino Visconti, Alberto Moravia e Federico Fellini.
L'8 ottobre 1981 fu teatro di un attentato terroristico compiuto dai servizi segreti isrealiani (Mossad) ai danni di Abu Sharar un alto rappresentante dell'OLP.Un ordigno esplosivo fu posizionato sotto il letto della stanza, prenotata tramite l'ambasciata algerina sotto nome di Abbas Zaytouni 
Appartiene al gruppo Marriott Hotel.